# 國家情報院介入總統選舉事件
國家情報院介入總統選舉事件，又称國情院丑闻，為2012年大韩民国政治丑闻。

## 经过
2012年大韓民國總統選舉前，國家情報院在時任院長元世勳令下，擴大「心理戰」小隊，其職員發表批評自由派候選人文在寅的評論，並讚揚保守派候選人朴槿惠。元世勳將文在寅視為北韓同情者，因此選前指示國情院職員，防止文在寅贏得網路支持。國情院職員試圖將文在寅描繪成對北韓軟弱、無力保護韓國免於北韓威脅的形象。韓國聯合通訊社指出，國情院職員在數十個網站註冊數百用戶名發表數千條相關文章，對特定候選人表示支持或反對；元世勳並要求國情院職員提交「工作報告」，此一行為遭到韓國第一大在野黨民主黨的指控，檢察官於2013年4月突擊搜索國情院首爾總部。
2013年6月14日，首爾中央地方檢察廳宣布元世勳交保候審，即以最高可處5年有期徒刑的干預政治等罪名起訴，但是暫不逮捕。檢察廳表示，元世勳涉嫌違反「公職選舉法」和「國家情報院法」，以上法律禁止公務員濫用職權參與選舉活動，同時禁止國情院院長及下屬職員干涉政治，包括散布消息以支持或反對某一黨派或政界人士的行為。2014年9月11日，首爾中央地方法院一審判處元世勳有期徒刑2年6個月，緩刑4年，剝奪公務員資格3年。一審認定，關於元世勳直接干預選舉的罪證不足，且其做法沿襲過去慣例，並非故意實施；意即元世勳違反「國家情報院法」，但沒有違反「公职选举法」。
2015年2月9日，首爾高等法院二審判處元世勳有期徒刑3年，剝奪公務員資格3年。二審法院根據檢方提供的國情院職員716個推特帳戶及所發表的27萬則文章發現，自2012年8月朴槿惠獲選為新世界黨總統候選人後，國情院心理戰小隊就依元世勳指示開始利用網路介入選舉；故認定元世勳沒有保持行政中立，且嚴重違反「國家情報院法」及「公職選舉法」，有必要入監服刑。2015年7月16日，韓國大法院合議庭在對因國情院涉嫌介入大選而被起訴的前院長元世勳的上訴審理中，以證據不足為由撤銷二審判決，並將案件發還首爾高等法院。2017年8月30日，首爾高等法院終審判決，認定元世勳違反「國家情報院法」和「公職選舉法」，元世勳判處有期徒刑4年，同案被告前國情院第三次長李鍾明和前心理戰團團長閔炳周被分別判處有期徒刑2年6月、緩刑4年。